# USS SC-501
USS SC-501 – ścigacz okrętów podwodnych typu SC-497, który służył w United States Coast Guard i United States Navy w czasie II wojny światowej. 
Jego stępkę położono 29 kwietnia 1941 roku jako PC-501 w stoczni Seabrook Yacht Corporation w Houston. Został zwodowany 24 stycznia 1942 roku. Został przeklasyfikowany na SC-501 8 kwietnia 1943 roku. Nabyty przez US Navy 9 kwietnia 1943 roku. Przeklasyfikowany na Unclassified Miscellaneous Vessel IX-100 21 kwietnia 1943 roku. Przemianowany na Racer 3 maja 1943 roku. Był w służbie od 27 maja 1943 roku do 21 maja 1946 roku. Skreślony z listy jednostek floty 5 czerwca 1946 roku. Sprzedany prywatnemu użytkownikowi 20 grudnia 1946 roku.